# Andreas Oschkenat
Andreas Oschkenat (ur. 9 czerwca 1962 w Sonnebergu) – niemiecki lekkoatleta, płotkarz, medalista halowych mistrzostw Europy. W czasie swojej kariery reprezentował Niemiecką Republikę Demokratyczną.

## Kariera sportowa
Zdobył złoty medal w sztafecie 4 × 100 metrów (która biegła w składzie: Karsten Weller, Steffen Bringmann, Oschkenat i Thomas Schröder) oraz srebrny medal w biegu na 110 metrów przez płotki na mistrzostwach Europy juniorów w 1981 w Utrechcie.
Zdobył brązowy medal w biegu na 60 metrów przez płotki na halowych mistrzostwach Europy w 1983 w Budapeszcie, przegrywając jedynie ze swym kolegą z reprezentacji NRD Thomasem Munkeltem i Arto Bryggare z Finlandii. Odpadł w półfinale biegu na 110 metrów przez płotki na mistrzostwach świata w 1983 w Helsinkach. 
Zajął 5. miejsce w  biegu na 110 metrów przez płotki na mistrzostwach Europy w 1986 w Stuttgarcie. Na  halowych mistrzostwach Europy w 1988 w Budapeszcie odpadł w półfinale biegu na 60 metrów przez płotki.
Był mistrzem NRD w biegu na 110 metrów przez płotki w 1987 oraz wicemistrzem w 1983, 1985, 1986 i 1988, a także mistrzem w sztafecie 4 × 100 metrów w 1982 i wicemistrzem w 1988. W hali był mistrzem NRD w biegu na 60 metrów przez płotki w 1987 i 1988 oraz wicemistrzem na tym dystansie w 1983 i 1984.
Rekordy życiowe Oschkenata:
- bieg na 110 metrów przez płotki – 13,50 s (16 czerwca 1984, Karl-Marx-Stadt)
- bieg na 50 metrów przez płotki (hala) – 6,55 s (20 lutego 1988, Berlin)
- bieg na 60 metrów przez płotki (hala) – 7,63 s (8 marca 1983, Budapeszt)

Jego żona Cornelia Oschkenat była również znaną płotkarką, medalistką mistrzostw świata i mistrzostw Europy.